# Distrito de Delémont
Delémont é um distrito da Suíça, localizado no cantão de Jura. Tem 303,10 km² de área e sua população em 2019 foi estimada em 38.739 habitantes. Sua sede é a comuna de Delémont.

## Comunas
O distrito de Delémont está dividido em 19 comunas:
| Brasão | Comuna      | População (31 de dezembro de 2019) | Área km² |
| ------ | ----------- | ---------------------------------- | -------- |
|        | Boécourt    | 925                                | 12.35    |
|        | Bourrignon  | 261                                | 13.55    |
|        | Châtillon   | 483                                | 5.31     |
|        | Courchapoix | 437                                | 6.39     |
|        | Courrendlin | 3.552                              | 11.08    |
|        | Courroux    | 3.298                              | 19.74    |
|        | Courtételle | 2.653                              | 13.57    |
|        | Delémont    | 12.566                             | 21.99    |
|        | Develier    | 1.381                              | 12.47    |
|        | Ederswiler  | 119                                | 3.31     |
|        | Haute-Sorne | 7.071                              | 71.06    |
|        | Mervelier   | 523                                | 9.77     |
|        | Mettembert  | 105                                | 2.32     |
|        | Movelier    | 434                                | 8.08     |
|        | Pleigne     | 352                                | 17.83    |
|        | Rossemaison | 674                                | 1.89     |
|        | Saulcy      | 269                                | 7.86     |
|        | Soyhières   | 431                                | 7.5      |
|        | Val Terbi   | 8.666                              | 38.86    |
|        | Total       | 38.739                             | 303.23   |